# Žiar (Žilina)
Žiar é um município da Eslováquia, situado no distrito de Liptovský Mikuláš, na região de Žilina. Tem 21,89 km² de área e sua população em 2018 foi estimada em 468 habitantes.

## Demografia
| Ano:        | 1994 | 2004   | 2014   | 2024   |
| ----------- | ---- | ------ | ------ | ------ |
| Broj ljudi: | 420  | 417    | 444    | 483    |
| Razlika:    |      | -0,71% | +6,47% | +8,78% |

| Ano:               | 2023 | 2024   |
| ------------------ | ---- | ------ |
| Número de pessoas: | 476  | 483    |
| Diferença:         |      | +1,47% |